# I'm Every Woman
«I'm Every Woman» es una canción de la cantante estadounidense Chaka Khan, lanzada en septiembre de 1978 por Warner Records como su primer sencillo en solitario de su primer álbum, Chaka (1978). Fue producida por Arif Mardin y escrita por el exitoso equipo de compositores Nickolas Ashford y Valerie Simpson y fue el primer éxito de Khan fuera de sus grabaciones con la banda de funk Rufus.
En los Estados Unidos alcanzó el número veintiuno en el Billboard Hot 100, el número uno en el Hot Soul Singles y el número treinta en la Hot Dance Club Songs. En Reino Unido, alcanzó el puesto número once.
La canción fue remezclada y relanzada en 1989 para el álbum Life Is a Dance: The Remix Project; este mix alcanzó el número ocho en el Reino Unido. 

## Posicionamiento en listas
| Lista (1978–1979)                      | Máxima posición |
| -------------------------------------- | --------------- |
| Bélgica (Flandes) (Ultratop 50)        | 20              |
| Estados Unidos (Billboard Hot 100)     | 21              |
| Estados Unidos (Hot Dance Club Songs)  | 30              |
| Estados Unidos (Hot R&B/Hip-Hop Songs) | 1               |
| Irlanda (IRMA)                         | 16              |
| Nueva Zelanda (Recorded Music NZ)      | 18              |
| Países Bajos (Dutch Top 40)            | 19              |
| Países Bajos (Mega Single Top 100)     | 15              |
| Reino Unido (Official Charts Company)  | 11              |
| Lista (1989)                           | Máxima posición |
| Bélgica (Flandes) (Ultratop 50)        | 20              |
| Europa (Eurochart Hot 100)             | 31              |
| Irlanda (IRMA)                         | 7               |
| Países Bajos (Dutch Top 40)            | 9               |
| Países Bajos (Mega Single Top 100)     | 9               |
| Reino Unido (UK Singles Chart)         | 8               |

## Versión de Whitney Houston
«I'm Every Woman» (en español: «Soy Toda Mujer») es el segundo sencillo publicado de la banda sonora de la película El guardaespaldas, en donde Whitney Houston, quien interpreta la canción, debuta como artista de cine.
La versión de Houston fue producida por Narada Michael Walden, con la producción adicional de David Cole y Robert Clivillés de C+C Music Factory. Fue lanzado el 2 de enero de 1993 por Arista Records.
Al momento de grabar el videoclip de la canción, Whitney se encontraba esperando a la que sería su única hija, Bobbi Kristina Brown.

## Sencillos
7" sencillo Arista 74321 13150 7 (BMG)
1. "I'm Every Woman" - 4:45
2. "Who Do You Love" - 3:55

### Posicionamiento en listas
| Listas (1993)                              | Mejor posición |
| ------------------------------------------ | -------------- |
| Alemania (Offizielle Deutsche Charts)      | 13             |
| Australia (ARIA)                           | 11             |
| Austria (Ö3 Austria Top 40)                | 19             |
| España (Top 100 Canciones)                 | 3              |
| Estados Unidos (Billboard Hot 100)         | 4              |
| Estados Unidos (Billboard Hot 100 Airplay) | 2              |
| Estados Unidos (Adult Contemporary)        | 26             |
| Estados Unidos (Hot Dance Club Songs)      | 1              |
| Estados Unidos (Hot R&B/Hip-Hop Songs)     | 5              |
| Estados Unidos (Mainstream Top 40)         | 3              |
| Estados Unidos (Rhythmic Songs)            | 11             |
| Francia (SNEP)                             | 11             |
| Italia (FIMI)                              | 6              |
| Nueva Zelanda (Recorded Music NZ)          | 5              |
| Países Bajos (Mega Single Top 100)         | 4              |
| Reino Unido (UK Singles Chart)             | 4              |
| Suiza (Schweizer Hitparade)                | 7              |
| Suecia (Sverigetopplistan)                 | 18             |